# Albert Heim
Pour les articles homonymes, voir Heim.
Albert Heim, né le 12 avril 1849 à Zurich où il est mort le 31 août 1937, est un glaciologue et géologue suisse.

## Biographie
Il étudie à l'université de Zurich et à celle Berlin. Très tôt, il s'intéresse aux caractéristiques physiques des Alpes et, à l'âge de 16 ans, il crée un modèle du Tödi. Ce modèle attire l'attention de Arnold Escher von der Linth, auquel Heim doit beaucoup d'encouragements et d'instruction sur le terrain.
En 1873, il devient professeur de géologie à l'École polytechnique de Zurich. En 1875, il épouse la première femme médecin suisse et écrivaine, Marie Heim-Vögtlin. À partir de 1882, il dirige le levé géologique de Suisse. Il reçoit le titre de docteur honoris causa de l'université de Berne en 1884.
On le remarque particulièrement pour ses recherches sur la structure des Alpes et pour les connaissances qu'il apporte sur la structure des montagnes en général. 
Son ouvrage Mechanismus der Gebirgsbildung, paru en 1878, devient un classique et inspire  Charles Lapworth dans ses recherches sur les Highlands. Albert Heim se consacre aussi à l'étude des phénomènes glaciaires dans les régions alpines. La Geological Society of London lui décerne la médaille Wollaston en 1904.
Une cabane du Club alpin suisse située dans la commune de Realp, dans le canton d'Uri, porte son nom.
Après avoir survécu de justesse à une chute en montagne, en 1872 sur le Säntis, il a recueilli des témoignages similaires (alpinistes, blessés de guerre et autres accidentés) et publié en 1892 Notizen über den Tod durch Absturz (« Notes sur la mort causée par une chute »), première collecte scientifique de récits d'expériences de mort imminente,.

## Œuvres
- Veröffentlichungen[Bearbeiten]
- Untersuchungen über den Mechanismus der Gebirgsbildung im Anschluss an die geologische Monographie der Tödi-Windgällengruppe, 1878
- Der Bergsturz von Elm den 11. September 1881. Denkschrift, 1881
- Handbuch der Gletscherkunde, 1885
- Geologische Karte der Schweiz, 1894
- Die Fahrt der „Wega“ über Alpen und Jura, 1899[3]
- Luft-Farben, 1912
- Geologie der Schweiz, 1916–1922[4]
- Der Neufundländerhund, 1927
- Bergsturz und Menschenleben, 1932
- Patent CH68865: Verfahren zur Herstellung graphischer Reproduktionen mit nur auf Wunsch sichtbaren Einzeichnungen. Angemeldet am 1. Mai 1915, Erfinder: Albert Heim, Hans Hofer.

## Sources
- (en) « Albert Heim », dans Encyclopædia Britannica [détail de l’édition], 1911 (lire sur Wikisource).
- Notices d'autorité :   - VIAF
  - ISNI
  - BnF (données)
  - IdRef
  - LCCN
  - GND
  - Italie
  - CiNii
  - Pays-Bas
  - Pologne
  - Israël
  - NUKAT
  - Norvège
  - Tchéquie
  - Lettonie
- Ressources relatives aux beaux-arts :   - Artists of the World Online
  - SIKART